# ウィザリング・サーフェイス
ウィザリング・サーフェイス (Withering Surface)は、デンマークのメロディックデスメタルバンド。

## 略歴
1994年10月にデンマークのネストヴェズで結成。1995年8月にデモトラックをレコーディングし、4曲がデモ『Unique』としてリリースされた。この時点でのメンバーは、ミカエル・H・アナスン (Vo)、アラン・ヴェデブリンク (G)、ジミー・クリステンセン (G)、カスパー・ボイエ・ラーセン (B)、ヤコブ・グンデル (Ds)の5人だった。その後、1996年3月にユーフォニアス・レコードと契約するにいたった。
またこのころまでに、ジミー・クリステンセンが脱退し、ハインツ・シュルツ (G)が加入している。その後、すぐに1stアルバムのレコーディングを開始する。1stアルバムは当初、ヒポクリシーの中心人物のピーター・テクレンをプロデューサーを迎えようとしたが、スケジュールが折り合わずメロディックデスメタルバンドのプロデューサーとして著名になっていたフレドリック・ノルドストロームがプロデューサーに迎えられた。1997年に1stアルバム『Scarlet Silhouettes』をリリースしデビューする。同アルバムには、当時イン・フレイムスのイェスパー・ストロムブラード (G)がゲストで参加した。またアヴァロン・レーベルから日本盤がリリースされた。
リリース後、ハインツ・シュルツが脱退。2ndアルバム『The Nude Ballet』は、フレドリック・ノルドストロームとイン・フレイムスのアンダース・フリーデンのプロデュースでレコーディングされ、1998年にリリースされた。同アルバムのレコーディング後、バンドの活動拠点が首都・コペンハーゲンへと移りつつあったことを理由にヤコブ・グンデルが脱退している。
その後、ギタリストのマルセル・レク (G)が加入するも短期間で脱退した。また、ドラマーとしてニコライ・ボルグ (Ds)が加入した。2人目のギタリストはなかなか見つからず、セッションギタリストを立てて活動を継続する。その後、バンドメンバーの友人であったヤコブ・ロゴルト (G)がセッションメンバーを経て正式加入。更に新たにキーボーディストとしてモルテン・ライベッカー (Key)が加入。レーベルをコプロ・レコードに移して、2001年に3rdアルバム『Walking On Phantom Ice』をリリース。
3rdアルバムリリース後、モルテン・ライベッカーとニコライ・ボルグが脱退する。キーボーディストは補充されず、ドラマーもサポートメンバーを起用して活動を継続する。また、コプロ・レコードからスカーレット・レコードへ移籍している。2003年秋に4thアルバムのレコーディングに入るが、レコーディング前にサポートドラマーがバンドを離れてしまう。そのためニコライ・ボルグが復帰する。2004年に4thアルバム『Force The Pace』をリリースする。2005年に解散した。後に、中心メンバーの一人であるヴェデブリンクは、この時期はメンバーがバラバラの状態で、活動を続けることが困難であったと振り返っている。そのため、解散後に再結成の可能性を問われた際には、毎回その可能性を否定していたという。
解散後、メンバーは各々別のバンドで活動を続け、その中でもアナスン、ヴェデブリンクはトリウムというデスメタルバンドで活動を続けた。ヴェデブリンクは2009年にバンドを脱退したが、その後、元メンバーのグンデルがスタッフとしてトリウムの作品に参加。この際、アナスンとグンデルの間でウィザリング・サーフェイスについて話題になり、この2人からからヴェデブリンクに再結成の話が持ち掛けられた。この話にヴェデブリンクが応じ、ライヴバンドではなく、新たな作品をリリースすることを目的にバンドを再結成することに決まる。ヴェデブリンクによれば、可能な限りオリジナルに近い編成での再結成を考えていたが、初期のギタリストについては、様々な理由によりコンタクトをとることが出来ず、結果として、1998年に短期間在籍したレクが再加入することとなった。ヴェデブリンクは、インタビューでレクのことをウィザリング・サーフェイスで「最初の本格的ギタリスト」と表現している。また、結成から2005年の解散までベーシストを務めたラーセンについても再結成の話を持ち掛けたものの、ヴォルビートでの活動で忙しく、ツアーやアルバムレコーディングのスケジュールを勘案し、再結成には不参加となった。結局、グンデルとインヴォケイターで同僚のイェスパー・クヴィスト (B)が加入する運びとなった。最終的に、元メンバー5名と新しいベーシストによる再結成となった。
2019年、公式に再結成が発表された。2020年2月末に復活作となるシングル『Leaves In the Stream』をマイティ・ミュージックからリリース。同年6月には5thアルバム『Meet Your Maker』をリリース。
2024年2月に新たなラインナップが発表され、レク、ライベッカー、グンデルが離脱しており、新たにマルコ・アンジョーニ (G)、トールス・ルン＝ソレンセン (Ds)が新たに加入した。キーボーディストについては、補充されなかった。同年6月、6thアルバム『Exit Plan』をリリース。なお、ドラムスについてはグンデルがレコーディング後に脱退となったため、ルン＝ソレンセンは音源には参加しなかった。

## メンバー

### 現在のメンバー
- ミカエル・H・アナスン (Michael H. Andersen) - ボーカル (1994 - 2005, 2019 - )
ア・サン・トラヴァース、トリウム、コープス・ヴォミット、エンパイア・ドローンズでも活動。
- アラン・ヴェデブリンク (Allan Tvedebrink) - ギター (1994 - 2005, 2019 - )
ザ・カンディデイト、トリウムでも活動。
- マルコ・アンジョーニ (Marco Angioni) - ギター (2024 - )
メリディアンなどでも活動。
- イェスパー・クヴィスト (Jesper Kvist) - ベース (2019 - )
インヴォケイター、ラウンチーでも活動。
- トールス・ルン＝ソレンセン (Troels Lund-Sørensen) - ドラムス (2024 - )
アヴァライスでも活動。

### 旧メンバー
- ジミー・クリステンセン (Jimmy Christensen) - ギター (1994 - 1995)
- ハインツ・シュルツ (Heintz Shultz) - ギター (1996 - 1997)
- モルテン・ライベリ (Morten Ryberg) - ギター (1997 - 1998)
トリウムでも活動。
- マルセル・レク (Marcel Lysgaard Lech) - ギター (1998, 2019 - 2024)
トリウムでも活動。
- ヤコブ・ロゴルト (Jacob Krogholt) - ギター (2001 - 2005)
- カスパー・ボイエ・ラーセン (Kaspar Boye Larsen) - ベース (1994 - 2005)
ザ・カンディデイト、ヴォルビート、トリウムでも活動。
- モルテン・ライベッカー (Morten Lybecker) - キーボード (1999 - 2001, 2019 - 2024)
- ヤコブ・グンデル (Jakob Møller Gundel) - ドラムス (1994 - 1998, 2019 - 2024)
インヴォケイターでも活動。
- ニールス・ユルゲンセン (Niels Jørgenson) - ドラムス (1998)
- ニコライ・ボルグ (Nikolaj Borg) - ドラムス (1999 - 2001、2003 - 2005)
ア・サン・トラヴァース、トリウムでも活動。

## ディスコグラフィ
- 1995年 Unique (Demo)
- 1997年 Scarlet Silhouettes
- 1998年 The Nude Ballet
- 1999年 Forever Fragile (Single)
- 2001年 Walking On Phantom Ice
- 2003年 Ichor (EP)
- 2004年 Force The Pace
- 2020年 Leaves In the Stream (Single)
- 2020年 Meet Your Maker
- 2024年 Exit Plan